# Türkiye Kupası 1963/64
Türkischer Fußballpokalsieger 1964 wurde Galatasaray Istanbul. Der Wettbewerb begann am 6. Oktober 1963 mit der 1. Hauptrunde und endete am 29. Juni 1964 mit dem Rückspiel des Finals. Im Endspiel trafen Galatasaray Istanbul und Altay Izmir aufeinander.
Das Hinspiel endete 0:0. Im Rückspiel trat Altay Izmir nicht zur Partie an, wodurch die Partie mit 3:0 für Galatasaray gewertet wurde und die Rot-Gelben zum zweiten Mal Pokalsieger wurden.

## 1. Hauptrunde

### 1. Vorrunde
Die 1. Vorrunde wurde am 6. Oktober 1963 ausgetragen.
|              | Ergebnis |          |
| ------------ | -------- | -------- |
| Davutpaşa SK | 2:5      | Eyüpspor |

### 2. Vorrunde
Die Spiele fanden bis auf die Partie Eyüpspor – Süleymaniye SK (13. Oktober 1963) am 6. Oktober 1963 statt.
|                     | Ergebnis  |                           |
| ------------------- | --------- | ------------------------- |
| Ankara Yolspor      | 4:0       | Barbaros SK               |
| Yedikule SK         | 0:1       | Galata SK                 |
| Izmir Kültürspor    | 3:0       | Egespor                   |
| Taksim SK           | 1:0       | Hasköy SK                 |
| Yenişehir SK        | 0:1       | Bahçeli Gençlik           |
| Petrol Ofisi SK     | 4:1       | Sincanspor                |
| Üsküdar Anadolu     | 2:3       | Adalet SK                 |
| Elazığ Suspor       | 0:5       | Erzurum Karagücü          |
| Denizli Karagücü    | 2:1       | Izmir Karagücü            |
| Reyhanlı Gençlik    | 1:4       | Diyarbakır Yıldız Gençlik |
| Eskişehir Şekerspor | 0:2       | Ankara Havagücü           |
| Manisa Sakaryaspor  | 0:1       | Kütahya Linyitspor        |
| Zonguldakspor       | 2:0       | Istanbul Denizgücü        |
| Toprakspor          | 7:0       | Yenimahalle SK            |
| Samsun Yolspor      | 1:1 n. V. | Trabzon Idmangücü         |
| Eyüpspor            | 3:1       | Süleymaniye SK            |

#### Wiederholungsspiel
Das Wiederholungsspiel fand am 7. Oktober 1963 statt.
|                | Ergebnis |                   |
| -------------- | -------- | ----------------- |
| Samsun Yolspor | 4:0      | Trabzon Idmangücü |

### Hauptrunde
Die Spiele fand vom 12. bis 19. Oktober 1963 statt.
|                           | Ergebnis  |                    |
| ------------------------- | --------- | ------------------ |
| Ankara Havagücü           | 1:0       | Zonguldakspor      |
| Petrol Ofisi SK           | 3:0       | Ankara Yolspor     |
| Diyarbakır Yıldız Gençlik | 2:1       | Kayseri Sümerspor  |
| Izmir Kültürspor          | 0:1       | Yeşilova SK        |
| Taksim SK                 | 3:3 n. V. | Adalet SK          |
| Denizli Karagücü          | 1:2       | Kütahya Linyitspor |
| Samsun Yolspor            | 4:1       | Erzurum Karagücü   |
| Toprakofis SK             | 0:1       | Bahçeli Gençlik    |
| Eyüpspor                  | 1:0       | Galata SK          |

#### Wiederholungsspiel
Das Wiederholungsspiel fand am 16. Oktober 1963 statt.
|           | Ergebnis |           |
| --------- | -------- | --------- |
| Taksim SK | 2:1      | Adalet SK |

## 2. Hauptrunde

### Vorrunde
Die Spiele fanden am 3. November 1963 statt.
|                     | Ergebnis  |                 |
| ------------------- | --------- | --------------- |
| Vefa Istanbul       | 0:0 n. V. | Taksim SK       |
| Fatih Karagümrük SK | 2:2 n. V. | Eyüpspor        |
| Altındağ SK         | 0:1       | Bahçeli Gençlik |
| Adana Demirspor     | 3:1       | Sarıyer GK      |
| Kütahya Linyitspor  | 0:1       | Ülküspor        |

#### Wiederholungsspiele
Die Wiederholungsspiele fanden am 9. November 1963 statt.
|                     | Ergebnis |           |
| ------------------- | -------- | --------- |
| Vefa Istanbul       | 1:0      | Taksim SK |
| Fatih Karagümrük SK | 1:0      | Eyüpspor  |

### Hauptrunde
|                           | Ergebnis  |                     |
| ------------------------- | --------- | ------------------- |
| Izmir Demirspor           | 4:0       | Yeşilova SK         |
| Ankara Güneşspor          | 2:1       | Petrol Ofisi SK     |
| Samsun Yolspor            | 2:1       | Şekerspor           |
| Ankara Havagücü           | 3:0       | Yeşildirek SK       |
| Bursaspor                 | 5:2       | Beylerbeyi SK       |
| Bahçeli Gençlik           | 0:4       | Fatih Karagümrük SK |
| Diyarbakır Yıldız Gençlik | 1:1 n. V. | Adana Demirspor     |
| Ülküspor                  | 2:2       | Vefa SK             |

#### Wiederholungsspiele
|          | Ergebnis |         |
| -------- | -------- | ------- |
| Ülküspor | 4:0      | Vefa SK |

## 3. Hauptrunde

### 1. Vorrunde
|                  | Ergebnis |                 |
| ---------------- | -------- | --------------- |
| Ankara Demirspor | 3:1      | İstanbulspor    |
| Fatih Karagümrük | 0:1      | PTT             |
| Göztepe Izmir    | 5:2      | Izmir Demirspor |

### 2. Vorrunde
|                    | Ergebnis  |                  |
| ------------------ | --------- | ---------------- |
| Bursaspor          | 2:1       | Beyoğluspor      |
| MKE Ankaragücü     | 3:3 n. V. | Ankara Güneşspor |
| Samsun Yolspor     | 3:0 n. V. | Hacettepe        |
| Mersin İdman Yurdu | 2:1       | Ankara Demirspor |
| Kasımpaşa Istanbul | 2:1 n. V. | Ankara Havagücü  |
| Altay Izmir        | 1:0       | Ülküspor         |
| Altınordu Izmir    | 2:1       | Göztepe Izmir    |
| Adana Demirspor    | 1:2       | Feriköy SK       |
| PTT                | 4:0       | Karşıyaka SK     |

#### Wiederholungsspiel
Das Wiederholungsspiel fand am 17. Dezember 1963 statt.
|                | Ergebnis  |                  |
| -------------- | --------- | ---------------- |
| MKE Ankaragücü | 3:0 (3:0) | Ankara Güneşspor |

### Hauptrunde
|                | Ergebnis |                       |
| -------------- | -------- | --------------------- |
| Izmirspor      | 0:1      | Samsun Yolspor        |
| Bursaspor      | 0:3      | Beşiktaş Istanbul     |
| Beykozspor     | 2:0      | Kasımpaşa Istanbul    |
| PTT            | 1:0      | Mersin İdman Yurdu    |
| Altay Izmir    | 5:0      | Gençlerbirliği Ankara |
| Feriköy SK     | 1:0      | Altınordu Izmir       |
| MKE Ankaragücü | 2:0      | Fenerbahçe Istanbul   |

## Viertelfinale
|                      | Gesamt |                   | Hinspiel | Rückspiel |
| -------------------- | ------ | ----------------- | -------- | --------- |
| Samsun Yolspor       | 1:3    | Beşiktaş Istanbul | 0:1      | 1:2       |
| Altay Izmir          | 1:0    | Beykozspor        | 1:0      | 0:0       |
| Feriköy SK           | 1:2    | MKE Ankaragücü    | 1:0      | 0:2       |
| Galatasaray Istanbul | 3:1    | PTT               | 1:0      | 2:1       |

## Halbfinale
- Hinspiele: 7. Juni 1964
- Rückspiele: 13. und 14. Juni 1964

|                | Gesamt |                      | Hinspiel | Rückspiel |
| -------------- | ------ | -------------------- | -------- | --------- |
| Altay Izmir    | 2:1    | Beşiktaş Istanbul    | 2:0      | 0:1       |
| MKE Ankaragücü | 2:7    | Galatasaray Istanbul | 1:2      | 1:5       |

## Finale

### Hinspiel
| Paarung              | Altay Izmir – Galatasaray Istanbul |
| Ergebnis             | 0:0 |
| Datum                | 21. Juni 1964 um 17:30 Uhr |
| Stadion              | Alsancak-Stadion, Izmir |
| Schiedsrichter       | Gerhard Schulenburg ( BR Deutschland) |
| Tore                 | keine |
| Altay Izmir          | Varol Ürkmez – Bekir Türkgeldi, Kazım Yıldız, Cahit Dikici, Aytekin Erhanoğlu – Enver Katip, İskender Sipahi, Hikmet Ok, Nail Elmastaşoğlu – Önder Veral, Osman Edinsel Cheftrainer: Bayram Dinsel |
| Galatasaray Istanbul | Turgay Şeren – Candemir Berkman, Doğan Sel, Ergun Ercins – Erol Boralı, Mustafa Yürür, Ahmet Berman, Yılmaz Gökdel – Metin Oktay, İbrahim Ünal, Nuri Asan Cheftrainer: Çoşkun Özarı                |

### Rückspiel
Das Rückspiel zwischen Galatasaray Istanbul gegen Altay Izmir sollte am 28. Juni 1964 stattfinden. Am gleichen Tag fand in Istanbul ein Spiel der Ordu Milli Takım (dt. Armee Nationalmannschaft) statt. An dieser Partie nahmen Ayhan Elmastaşoğlu, Uğur Köken und Talat Özkarslı (alle Spieler von Galatasaray) teil. Das Rückspiel sollte am Folgetag stattfinden, jedoch kam es nicht dazu. Altay sah diese Entscheidung für Galatasaray im Vorteil und trat aus Protest nicht zur Partie an. Die Mannschaft von Galatasaray betrat das Spielfeld und wurde zum Sieger ernannt.
| Paarung        | Galatasaray Istanbul – Altay Izmir |
| Ergebnis       | 3:0                                |
| Datum          | 29. Juni 1964 um 17:00 Uhr         |
| Stadion        | Mithatpaşa Stadion, Istanbul       |
| Schiedsrichter | Nicolae Mihailescu ( Rumänien)     |
| Tore           | keine                              |

## Beste Torschützen
| Rang | Spieler            | Verein               | Tore |
| ---- | ------------------ | -------------------- | ---- |
| 1    | Metin Oktay        | Galatasaray Istanbul | 7    |
| 2    | Ertan Adatepe      | MKE Ankaragücü       | 6    |
| 3    | Güven Önüt         | Beşiktaş Istanbul    | 3    |
| 4    | Ayfer Elmastaşoğlu | Altay Izmir          | 2    |
| 4    | Ayhan Elmastaşoğlu | Galatasaray Istanbul | 2    |
| 4    | Mustafa Yücel      | Feriköy SK           | 2    |
| 4    | Nail Elmastaşoğlu  | Altay Izmir          | 2    |
| 4    | Rahmi Kaleci       | Beşiktaş Istanbul    | 2    |
| 4    | Feridun Öztürk     | Altay Izmir          | 2    |
| 4    | Nuri Şengezer      | Adana Demirspor      | 2    |